# 大眼齒口魚
大眼齒口魚（学名：Evermannella megalops）為輻鰭魚綱仙女魚目帆蜥魚亞目齒口魚科的一種，分布於東太平洋智利海域，屬深海魚類，棲息在中層水域，生活習性不明。